# HIT/CLOU (Textverarbeitung)
HIT und CLOU sind ein Programmpaket zur Textverarbeitung, das ab 1983 gemeinsam von InterFace Computer GmbH und InterFace Connection GmbH, jetzt InterFace AG, entwickelt wurde. Für lange Zeit war es das Standard-Textsystem auf Rechnern von Siemens Nixdorf unter Sinix/reliantUnix und ist auch auf anderen Unix-Derivaten ablauffähig. CLOU läuft auch unter Windows.
Das Programmpaket wurde ab 1983 in enger Zusammenarbeit mit Siemens als Programm zur Textverarbeitung unter Sinix entwickelt. Dort löste es Microsoft Word 1.1 ab. 

Zunächst nur als 'elektronische Schreibmaschine' mit integriertem Trennprogramm und Serienbriefgenerator konzipiert, wurde die Funktionalität in den folgenden Versionen rasch erweitert:
- Eine Büroumgebung, das HIT-MENÜ (genannt FIT), und Funktionen zur Formatierung und Bearbeitung von Dokumenten kommen hinzu.
- Ab Version 3, Ende 1986, wird CLOU, eine Programmiersprache (4GL) für die automatisierte Erstellung von Texten, Bestandteil des Programmpakets.
- Ab Version 3.1 enthält CLOU eine Schnittstelle zu SQL-fähigen Datenbanken.[3]
- Ab Version 4.0 wird auch Proportionalschrift unterstützt.
- Mit Version 5.0, ab 1993, werden Wörterbücher der Firma Langenscheidt in acht europäischen Sprachen für die Rechtschreibprüfung verwendet.
- CLOU/CS (Client-Server) ermöglicht heute die Arbeit mit UNIX und Windows-Servern und die Generierung von Microsoft-Office-, RTF- und OpenDocument-Dokumenten.

HIT/CLOU wurde von vielen Behörden, z. B. der Bundesagentur für Arbeit, der Polizei der Länder Bayern/Nordrhein-Westfalen/Thüringen, aber auch in zahlreichen Unternehmen der Privatwirtschaft mit einem hohen Aufkommen an Schriftverkehr eingesetzt. Einer der ersten großen Kunden war der Gerling-Konzern. Weitere große Kunden waren beispielsweise ING-DiBa, Otto-Versand und die Stadt Hamburg.